# Dahlenheim
Dahlenheim (Dàhle in dialetto alsaziano) è un comune francese di 788 abitanti situato nel dipartimento del Basso Reno nella regione del Grand Est.

## Società

### Evoluzione demografica
Abitanti censiti